# ابراهیم زکی
ابراهیم زکی (؟ -۱۹۰۳م) مهندس و مستشار هندسی مصری بود. از آثارش مذکرات است که دربارهٔ پروژه‌های آبیاری و امور دیگر کشاورزی است. همچنین نقد پروژه‌های آبیاری انگلیسیان، عفریتِ تقویم نیل و مذکرة الجیب الهندسیة از آثار اوست.